# Liga Națională de handbal feminin 2010-2011
Liga Națională de handbal feminin 2010-2011 a fost a 53-a ediție a primului eșalon valoric al campionatului național de handbal feminin românesc, respectiv a 14-a ediție în sistemul Ligii Naționale. Competiția a fost organizată de Federația Română de Handbal (FRH). 
Sezonul 2010-2011 al Ligii Naționale de handbal feminin s-a desfășurat în sistem tur-retur.

## Echipe participante
În sezonul 2010-2011 au promovat în Liga Națională echipele SCM Craiova și CSM București, acestea două câștigând detașat seriile din Divizia A. Ele au luat locul celor două retrogradate la finalul sezonului 2009-2010, Rapid CFR București și CS Știința Bacău.
În total, în sezonul 2010-2011 al Ligii Naționale de handbal feminin au luat parte 14 echipe:
| - CS Oltchim Râmnicu Vâlcea - Universitatea Jolidon Cluj - HC Zalău - CS Tomis Constanța - HCM Știința Baia Mare - HC Dunărea Brăila - HCM Roman | - CSM Cetate Devatrans Deva - HC Oțelul Galați - CS HCM Hidroconcas Buzău - Universitatea Reșița - CS Rulmentul Urban Brașov - SCM Craiova - CSM București |

## Clasament
Clasamentul final la data de 15 mai 2011.
| POZ | Echipa               | J  | V  | E | Î  | GM  | GP  | DG   | P  | Promovare sau retrogradare |
| --- | -------------------- | -- | -- | - | -- | --- | --- | ---- | -- | -------------------------- |
| 1   | Oltchim Vâlcea       | 26 | 25 | 1 | 0  | 934 | 592 | +342 | 51 |                            |
| 2   | „U” Jolidon Cluj     | 26 | 20 | 2 | 4  | 833 | 723 | +110 | 42 |                            |
| 3   | CSM București        | 26 | 17 | 4 | 5  | 825 | 788 | +37  | 38 |                            |
| 4   | HC Zalău             | 26 | 16 | 1 | 9  | 686 | 625 | +61  | 33 |                            |
| 5   | HCM Roman            | 26 | 16 | 0 | 10 | 682 | 671 | +11  | 32 |                            |
| 6   | Oțelul Galați        | 26 | 12 | 5 | 9  | 714 | 661 | +53  | 29 |                            |
| 7   | Dunărea Brăila       | 26 | 13 | 3 | 10 | 654 | 670 | −16  | 29 |                            |
| 8   | HCM Baia Mare        | 26 | 13 | 2 | 11 | 672 | 713 | −41  | 28 |                            |
| 9   | Rulmentul Brașov     | 26 | 9  | 3 | 14 | 648 | 694 | −46  | 21 |                            |
| 10  | Tomis Constanța      | 26 | 9  | 2 | 15 | 750 | 775 | −25  | 20 |                            |
| 11  | SCM Craiova          | 26 | 5  | 3 | 18 | 656 | 747 | −91  | 13 |                            |
| 12  | Cetate Deva          | 26 | 6  | 0 | 20 | 642 | 725 | −83  | 12 |                            |
| ▼13 | Universitatea Reșița | 26 | 4  | 1 | 21 | 585 | 731 | −146 | 9  | Retrogradare în Divizia A  |
| ▼14 | Hidroconcas Buzău    | 26 | 2  | 3 | 21 | 682 | 848 | −166 | 7  | Retrogradare în Divizia A  |

## Rezultate în tur
Rezultate oficiale publicate de Federația Română de Handbal 

### Etapa I
| 3 septembrie 2010 18:00 | HCM Buzău | 25 - 26 | HC Zalău | Sala Romeo Iamandi, Buzău Asistență: 1.000 Arbitri: Anton, Cristea |
| 3 septembrie 2010 18:00 | Lipan 10  | (15-14) | Czeczi 7 | Sala Romeo Iamandi, Buzău Asistență: 1.000 Arbitri: Anton, Cristea |
| 3 septembrie 2010 18:00 | Cronica   |         |          | Sala Romeo Iamandi, Buzău Asistență: 1.000 Arbitri: Anton, Cristea |

| 4 septembrie 2010 Digi Sport17:00 | Rulmentul Brașov | 19 - 29 | Tomis Constanța | Sala Sporturilor Dumitru Popescu Colibași, Brașov Arbitri: Băducu, Voicu |
| 4 septembrie 2010 Digi Sport17:00 | Toma 6           | (8-10)  | Tâlvâc 8        | Sala Sporturilor Dumitru Popescu Colibași, Brașov Arbitri: Băducu, Voicu |
| 4 septembrie 2010 Digi Sport17:00 | Cronica          |         |                 | Sala Sporturilor Dumitru Popescu Colibași, Brașov Arbitri: Băducu, Voicu |

| 4 septembrie 2010 18:00 | Oltchim Râmnicu Vâlcea | 32 - 22 | SCM Craiova | Sala Sporturilor Traian, Râmnicu Vâlcea Arbitri: Moldoveanu, Georgescu |
| 4 septembrie 2010 18:00 | Vizitiu 8              | (15-10) | Crap 6      | Sala Sporturilor Traian, Râmnicu Vâlcea Arbitri: Moldoveanu, Georgescu |
| 4 septembrie 2010 18:00 | 7× 3×                  | Cronica | 6× 3× 1×    | Sala Sporturilor Traian, Râmnicu Vâlcea Arbitri: Moldoveanu, Georgescu |

| 5 septembrie 2010 11:00 | CSM Cetate Deva | 26 - 28 | HCM Baia Mare | Sala Sporturilor, Deva Asistență: 300 Arbitri: Bejenariu, Cârligeanu |
| 5 septembrie 2010 11:00 | Cartaș 12       | (13-12) | Geiger 12     | Sala Sporturilor, Deva Asistență: 300 Arbitri: Bejenariu, Cârligeanu |
| 5 septembrie 2010 11:00 | 4×              | Cronica | 7×            | Sala Sporturilor, Deva Asistență: 300 Arbitri: Bejenariu, Cârligeanu |

| 5 septembrie 2010 11:00 | HC Dunărea Brăila | 29 - 33 | CSM București | Sala Polivalentă „Danubius”, Brăila Asistență: 1.000 Arbitri: Barcan, Ciurea |
| 5 septembrie 2010 11:00 | Moldovan 8        | (15-19) | Dobrin 7      | Sala Polivalentă „Danubius”, Brăila Asistență: 1.000 Arbitri: Barcan, Ciurea |
| 5 septembrie 2010 11:00 | Cronica           |         |               | Sala Polivalentă „Danubius”, Brăila Asistență: 1.000 Arbitri: Barcan, Ciurea |

| 5 septembrie 2010 16:00 | Universitatea Reșița | 22 - 36 | HC Oțelul Galați | Sala Constantin Jude, Timișoara Arbitri: Duță, Florescu |
| 5 septembrie 2010 16:00 | Turnea 7             | (9-16)  | Tudor 6          | Sala Constantin Jude, Timișoara Arbitri: Duță, Florescu |
| 5 septembrie 2010 16:00 | Cronica              |         |                  | Sala Constantin Jude, Timișoara Arbitri: Duță, Florescu |

| 5 septembrie 2010 17:00 | „U” Jolidon Cluj | 30 - 25 | HCM Roman     | Sala Sporturilor Horia Demian, Cluj Arbitri: Belean, Călina |
| 5 septembrie 2010 17:00 | Vintilă 9        | (16-15) | Busuioceanu 8 | Sala Sporturilor Horia Demian, Cluj Arbitri: Belean, Călina |
| 5 septembrie 2010 17:00 | Cronica          |         |               | Sala Sporturilor Horia Demian, Cluj Arbitri: Belean, Călina |

### Etapa a II-a
| 11 septembrie 2010 11:00 | HC Zalău  | 27 - 22 | HC Dunărea Brăila | Sala Avram Iancu, Zalău Arbitri: Fânață, Moldoveanu |
| 11 septembrie 2010 11:00 | Czeczi 11 | (15-14) | Brot 7            | Sala Avram Iancu, Zalău Arbitri: Fânață, Moldoveanu |
| 11 septembrie 2010 11:00 | 1×        | Cronica | 1×                | Sala Avram Iancu, Zalău Arbitri: Fânață, Moldoveanu |

| 11 septembrie 2010 11:00 | HCM Roman     | 31 - 27 | HCM Buzău      | Sala Polivalentă, Roman Arbitri: Dordea, Zăuleț |
| 11 septembrie 2010 11:00 | Busuioceanu 7 | (17-12) | Lipan, Moise 6 | Sala Polivalentă, Roman Arbitri: Dordea, Zăuleț |
| 11 septembrie 2010 11:00 | Cronica       |         |                | Sala Polivalentă, Roman Arbitri: Dordea, Zăuleț |

| 11 septembrie 2010 11:00 | HC Oțelul Galați | 26 - 26 | „U” Jolidon Cluj    | Sala Siderurgistul, Galați Arbitri: Iliescu, Manea |
| 11 septembrie 2010 11:00 | Horjea 9         | (13-13) | Senocico, Vintilă 7 | Sala Siderurgistul, Galați Arbitri: Iliescu, Manea |
| 11 septembrie 2010 11:00 | 2×               | Cronica | 2×                  | Sala Siderurgistul, Galați Arbitri: Iliescu, Manea |

| 11 septembrie 2010 11:00 | HCM Baia Mare | 20 - 19 | Universitatea Reșița | Sala Sporturilor Lascăr Pană, Baia Mare Asistență: 700 Arbitri: Anton, Cristea |
| 11 septembrie 2010 11:00 | Balint 6      | (11-9)  | Iancu 7              | Sala Sporturilor Lascăr Pană, Baia Mare Asistență: 700 Arbitri: Anton, Cristea |
| 11 septembrie 2010 11:00 | 3×            | Cronica | 5×                   | Sala Sporturilor Lascăr Pană, Baia Mare Asistență: 700 Arbitri: Anton, Cristea |

| 12 septembrie 2010 11:00 | Tomis Constanța | 29 - 29 | CSM București | Sala Sporturilor Eftimie Elisei, Medgidia Arbitri: Eremia, Drăgănescu |
| 12 septembrie 2010 11:00 | Tâlvâc 8        | (14-13) | Strat 8       | Sala Sporturilor Eftimie Elisei, Medgidia Arbitri: Eremia, Drăgănescu |
| 12 septembrie 2010 11:00 | 1×              | Cronica |               | Sala Sporturilor Eftimie Elisei, Medgidia Arbitri: Eremia, Drăgănescu |

| 12 septembrie 2010 14:30 | Rulmentul Brașov | 23 - 39 | Oltchim Râmnicu Vâlcea | Sala Sporturilor Dumitru Popescu Colibași, Brașov Asistență: 600 Arbitri: Marta, Hendrea |
| 12 septembrie 2010 14:30 | Cherăscu 8       | (13-20) | Stanca 6               | Sala Sporturilor Dumitru Popescu Colibași, Brașov Asistență: 600 Arbitri: Marta, Hendrea |
| 12 septembrie 2010 14:30 | Cronica          |         |                        | Sala Sporturilor Dumitru Popescu Colibași, Brașov Asistență: 600 Arbitri: Marta, Hendrea |

| 12 septembrie 2010 18:00 | SCM Craiova | 27 - 28 | CSM Cetate Deva | Sala de sport a LPS, Caracal Arbitri: Stark, Ștefan |
| 12 septembrie 2010 18:00 | Ivan 7      | (14-13) | Tóth 10         | Sala de sport a LPS, Caracal Arbitri: Stark, Ștefan |
| 12 septembrie 2010 18:00 | Cronica     |         |                 | Sala de sport a LPS, Caracal Arbitri: Stark, Ștefan |

### Etapa a III-a
| 28 septembrie 2010 18:00 | HCM Buzău | 25 - 30 | HC Oțelul Galați | Sala Romeo Iamandi, Buzău Arbitri: Duță, Florescu |
| 28 septembrie 2010 18:00 | Moise 8   | (11-15) | Horjea 13        | Sala Romeo Iamandi, Buzău Arbitri: Duță, Florescu |
| 28 septembrie 2010 18:00 | Cronica   |         |                  | Sala Romeo Iamandi, Buzău Arbitri: Duță, Florescu |

| 30 septembrie 2010 11:00 | „U” Jolidon Cluj | 30 - 27 | HCM Baia Mare | Sala Sporturilor Horia Demian, Cluj Arbitri: Barcan, Ciurea |
| 30 septembrie 2010 11:00 | Tivadar 12       | (14-12) | Geiger 8      | Sala Sporturilor Horia Demian, Cluj Arbitri: Barcan, Ciurea |
| 30 septembrie 2010 11:00 | Cronica          |         |               | Sala Sporturilor Horia Demian, Cluj Arbitri: Barcan, Ciurea |

| 30 septembrie 2010 11:00 | CSM Cetate Deva  | 25 - 26 | Rulmentul Brașov | Sala Polivalentă, Deva Arbitri: Dordea, Zăuleț |
| 30 septembrie 2010 11:00 | Cartaș, Bardac 9 | (11-15) | Toma 9           | Sala Polivalentă, Deva Arbitri: Dordea, Zăuleț |
| 30 septembrie 2010 11:00 | Cronica          |         |                  | Sala Polivalentă, Deva Arbitri: Dordea, Zăuleț |

| 30 septembrie 2010 Digi Sport11:00 | Oltchim Râmnicu Vâlcea | 41 - 29 | Tomis Constanța | Sala Sporturilor Traian, Râmnicu Vâlcea Arbitri: Anton, Năstase |
| 30 septembrie 2010 Digi Sport11:00 | Stanca 12              | (20-15) | Mateescu 12     | Sala Sporturilor Traian, Râmnicu Vâlcea Arbitri: Anton, Năstase |
| 30 septembrie 2010 Digi Sport11:00 | Cronica                |         |                 | Sala Sporturilor Traian, Râmnicu Vâlcea Arbitri: Anton, Năstase |

| 30 septembrie 2010 17:00 | Universitatea Reșița | 19 - 20 | SCM Craiova  | Sala Polivalentă, Reșița Arbitri: Pavel, State |
| 30 septembrie 2010 17:00 | Cricleviț, Roiban 5  | (8-10)  | Crap, Ivan 5 | Sala Polivalentă, Reșița Arbitri: Pavel, State |
| 30 septembrie 2010 17:00 |                      | Cronica | 1×           | Sala Polivalentă, Reșița Arbitri: Pavel, State |

| 30 septembrie 2010 17:00 | HC Dunărea Brăila | 24 - 22 | HCM Roman | Sala Polivalentă „Danubius”, Brăila Arbitri: Barbu, Nica |
| 30 septembrie 2010 17:00 | Moldovan 9        | (11-11) | Stoleru 7 | Sala Polivalentă „Danubius”, Brăila Arbitri: Barbu, Nica |
| 30 septembrie 2010 17:00 | Cronica           |         |           | Sala Polivalentă „Danubius”, Brăila Arbitri: Barbu, Nica |

| 30 septembrie 2010 17:00 | CSM București    | 27 - 25 | HC Zalău | Sala Giulești, București Arbitri: Pop, Mokany |
| 30 septembrie 2010 17:00 | Czeczi, Holhoș 7 | (15-12) | Dobrin 6 | Sala Giulești, București Arbitri: Pop, Mokany |
| 30 septembrie 2010 17:00 | 1× 2×            | Cronica | 5× 2×    | Sala Giulești, București Arbitri: Pop, Mokany |

### Etapa a IV-a
| 2 octombrie 2010 18:00 | Oltchim Râmnicu Vâlcea     | 34 - 25 | CSM Cetate Deva | Sala Sporturilor Traian, Râmnicu Vâlcea Arbitri: Dinu, Șerbu |
| 2 octombrie 2010 18:00 | Pușcașu, Stanca, Vizitiu 6 | (17-8)  | Cartaș 9        | Sala Sporturilor Traian, Râmnicu Vâlcea Arbitri: Dinu, Șerbu |
| 2 octombrie 2010 18:00 | 3×                         | Cronica | 4× 2×           | Sala Sporturilor Traian, Râmnicu Vâlcea Arbitri: Dinu, Șerbu |

| 3 octombrie 2010 | HCM Roman | 32 - 29 | CSM București | Sala Polivalentă, Roman Arbitri: Pavel, State |
| 3 octombrie 2010 | Marin 11  | (17-16) | Dinu 9        | Sala Polivalentă, Roman Arbitri: Pavel, State |
| 3 octombrie 2010 | Cronica   |         |               | Sala Polivalentă, Roman Arbitri: Pavel, State |

| 3 octombrie 2010 11:00 | HC Oțelul Galați | 18 - 18 | HC Dunărea Brăila | Sala Siderurgistul, Galați Arbitri: Stark, Ștefan |
| 3 octombrie 2010 11:00 | Horjea 7         | (7-7)   | Luca 5            | Sala Siderurgistul, Galați Arbitri: Stark, Ștefan |
| 3 octombrie 2010 11:00 | Cronica          |         |                   | Sala Siderurgistul, Galați Arbitri: Stark, Ștefan |

| 3 octombrie 2010 11:00 | SCM Craiova | 21 - 26 | „U” Jolidon Cluj | Sala de sport a LPS, Caracal Arbitri: Manea, Iliescu |
| 3 octombrie 2010 11:00 | Ivan 8      | (10-14) | Bârsan 9         | Sala de sport a LPS, Caracal Arbitri: Manea, Iliescu |
| 3 octombrie 2010 11:00 | Cronica     |         |                  | Sala de sport a LPS, Caracal Arbitri: Manea, Iliescu |

| 3 octombrie 2010 11:00 | HCM Baia Mare | 37 - 30 | HCM Buzău | Sala Sporturilor Lascăr Pană, Baia Mare Asistență: 600 Arbitri: Eremia, Drăgănescu |
| 3 octombrie 2010 11:00 | Geiger 11     | (20-10) | Moise 7   | Sala Sporturilor Lascăr Pană, Baia Mare Asistență: 600 Arbitri: Eremia, Drăgănescu |
| 3 octombrie 2010 11:00 | 2×            | Cronica | 2×        | Sala Sporturilor Lascăr Pană, Baia Mare Asistență: 600 Arbitri: Eremia, Drăgănescu |

| 3 octombrie 2010 Digi Sport12:00 | Tomis Constanța    | 30 - 20 | HC Zalău | Sala Sporturilor Eftimie Elisei, Medgidia Arbitri: Duță, Florescu |
| 3 octombrie 2010 Digi Sport12:00 | Mateescu, Tâlvâc 6 | (15-10) | Czeczi 7 | Sala Sporturilor Eftimie Elisei, Medgidia Arbitri: Duță, Florescu |
| 3 octombrie 2010 Digi Sport12:00 | 1× 3×              | Cronica | 3×       | Sala Sporturilor Eftimie Elisei, Medgidia Arbitri: Duță, Florescu |

| 3 octombrie 2010 12:30 | Rulmentul Brașov | 30 - 25 | Universitatea Reșița | Sala Sporturilor Szabo Kati, Sfântu Gheorghe Arbitri: Fânață, Moldoveanu |
| 3 octombrie 2010 12:30 | Cherăscu 11      | (13-10) | Iancu 6              | Sala Sporturilor Szabo Kati, Sfântu Gheorghe Arbitri: Fânață, Moldoveanu |
| 3 octombrie 2010 12:30 | 1×               | Cronica | 1×                   | Sala Sporturilor Szabo Kati, Sfântu Gheorghe Arbitri: Fânață, Moldoveanu |

### Etapa a V-a
| 5 octombrie 2010 11:00 | Universitatea Reșița | 17 - 41 | Oltchim Râmnicu Vâlcea | Sala Polivalentă, Reșița Asistență: 300 Arbitri: Moldoveanu, Georgescu |
| 5 octombrie 2010 11:00 | Iancu 5              | (5-20)  | Farcău, Pușcașu 7      | Sala Polivalentă, Reșița Asistență: 300 Arbitri: Moldoveanu, Georgescu |
| 5 octombrie 2010 11:00 | Cronica              |         |                        | Sala Polivalentă, Reșița Asistență: 300 Arbitri: Moldoveanu, Georgescu |

| 9 octombrie 2010 11:00 | HC Zalău     | 24 - 20 | HCM Roman     | Sala Avram Iancu, Zalău Asistență: 100 Arbitri: Barcan, Ciurea |
| 9 octombrie 2010 11:00 | Ciuciulete 7 | (13-8)  | Busuioceanu 5 | Sala Avram Iancu, Zalău Asistență: 100 Arbitri: Barcan, Ciurea |
| 9 octombrie 2010 11:00 | 3× 4×        | Cronica | 2× 1×         | Sala Avram Iancu, Zalău Asistență: 100 Arbitri: Barcan, Ciurea |

| 9 octombrie 2010 11:00 | „U” Jolidon Cluj | 39 - 29 | Rulmentul Brașov | Sala Sporturilor Horia Demian, Cluj Arbitri: Eremia, Drăgănescu |
| 9 octombrie 2010 11:00 | Tivadar 9        | (22-11) | Cherăscu 8       | Sala Sporturilor Horia Demian, Cluj Arbitri: Eremia, Drăgănescu |
| 9 octombrie 2010 11:00 | Cronica          |         |                  | Sala Sporturilor Horia Demian, Cluj Arbitri: Eremia, Drăgănescu |

| 10 octombrie 2010 11:00 | HC Dunărea Brăila | 25 - 22 | HCM Baia Mare | Sala Polivalentă „Danubius”, Brăila Arbitri: Duță, Florescu |
| 10 octombrie 2010 11:00 | Brot 7            | (13-12) | Balint 9      | Sala Polivalentă „Danubius”, Brăila Arbitri: Duță, Florescu |
| 10 octombrie 2010 11:00 | 2×                | Cronica | 3×            | Sala Polivalentă „Danubius”, Brăila Arbitri: Duță, Florescu |

| 10 octombrie 2010 12:00 | HCM Buzău  | 28 - 25 | SCM Craiova | Sala Romeo Iamandi, Buzău Asistență: 900 Arbitri: Stark, Ștefan |
| 10 octombrie 2010 12:00 | Bodărlău 6 | (16-12) | Mihalschi 6 | Sala Romeo Iamandi, Buzău Asistență: 900 Arbitri: Stark, Ștefan |
| 10 octombrie 2010 12:00 | Cronica    |         |             | Sala Romeo Iamandi, Buzău Asistență: 900 Arbitri: Stark, Ștefan |

| 10 octombrie 2010 13:00 | CSM București | 29 - 28 | HC Oțelul Galați | Sala Giulești, București Arbitri: Marta, Hendrea |
| 10 octombrie 2010 13:00 | Cruceanu 10   | (14-13) | Cioaric 7        | Sala Giulești, București Arbitri: Marta, Hendrea |
| 10 octombrie 2010 13:00 | 7× 2×         | Cronica | 6× 3× 1×         | Sala Giulești, București Arbitri: Marta, Hendrea |

| 10 octombrie 2010 18:00 | CSM Cetate Deva | 22 - 29 | Tomis Constanța | Sala Polivalentă, Deva Arbitri: Belean, Călina |
| 10 octombrie 2010 18:00 | Cartaș 10       | (11-14) | Mateescu 9      | Sala Polivalentă, Deva Arbitri: Belean, Călina |
| 10 octombrie 2010 18:00 | Cronica         |         |                 | Sala Polivalentă, Deva Arbitri: Belean, Călina |

### Etapa a VI-a
| 13 octombrie 2010 11:00 | HC Oțelul Galați | 23 - 22 | HC Zalău  | Sala Siderurgistul, Galați Arbitri: Băducu, Voicu |
| 13 octombrie 2010 11:00 | Horjea 9         | (15-13) | Czeczi 11 | Sala Siderurgistul, Galați Arbitri: Băducu, Voicu |
| 13 octombrie 2010 11:00 | 4×               | Cronica | 1×        | Sala Siderurgistul, Galați Arbitri: Băducu, Voicu |

| 13 octombrie 2010 18:00 | Oltchim Râmnicu Vâlcea          | 38 - 30 | „U” Jolidon Cluj | Sala Sporturilor Traian, Râmnicu Vâlcea Arbitri: Duță, Florescu |
| 13 octombrie 2010 18:00 | Elisei, Nechita, Özel, Stanca 5 | (20-10) | Senocico 11      | Sala Sporturilor Traian, Râmnicu Vâlcea Arbitri: Duță, Florescu |
| 13 octombrie 2010 18:00 | Cronica                         |         |                  | Sala Sporturilor Traian, Râmnicu Vâlcea Arbitri: Duță, Florescu |

| 17 octombrie 2010 11:00 | Tomis Constanța   | 32 - 18 | HCM Roman | Sala Sporturilor Eftimie Elisei, Medgidia Asistență: 700 Arbitri: Stark, Ștefan |
| 17 octombrie 2010 11:00 | Tâlvâc, Zamfir 10 | (12-7)  | Varga 4   | Sala Sporturilor Eftimie Elisei, Medgidia Asistență: 700 Arbitri: Stark, Ștefan |
| 17 octombrie 2010 11:00 | 4×                | Cronica | 6×        | Sala Sporturilor Eftimie Elisei, Medgidia Asistență: 700 Arbitri: Stark, Ștefan |

| 17 octombrie 2010 11:00 | HCM Baia Mare | 31 - 34 | CSM București | Sala Sporturilor Lascăr Pană, Baia Mare Asistență: 700 Arbitri: Dordea, Zăuleț |
| 17 octombrie 2010 11:00 | Rudics 8      | (14-14) | Strat 10      | Sala Sporturilor Lascăr Pană, Baia Mare Asistență: 700 Arbitri: Dordea, Zăuleț |
| 17 octombrie 2010 11:00 | 5×            | Cronica | 6× 1×         | Sala Sporturilor Lascăr Pană, Baia Mare Asistență: 700 Arbitri: Dordea, Zăuleț |

| 17 octombrie 2010 | Rulmentul Brașov | 27 - 25 | HCM Buzău  | Sala Sporturilor Dumitru Popescu Colibași, Brașov Arbitri: Barbu, Nica |
| 17 octombrie 2010 | Toma 7           | (13-14) | Bodârlău 7 | Sala Sporturilor Dumitru Popescu Colibași, Brașov Arbitri: Barbu, Nica |
| 17 octombrie 2010 | Cronica          |         |            | Sala Sporturilor Dumitru Popescu Colibași, Brașov Arbitri: Barbu, Nica |

| 17 octombrie 2010 18:30 | CSM Cetate Deva | 26 - 19 | Universitatea Reșița | Sala Polivalentă, Deva Arbitri: Eremia, Drăgănescu |
| 17 octombrie 2010 18:30 |                 | (13-11) | Garipova 9           | Sala Polivalentă, Deva Arbitri: Eremia, Drăgănescu |
| 17 octombrie 2010 18:30 | Cronica         |         |                      | Sala Polivalentă, Deva Arbitri: Eremia, Drăgănescu |

| 20 octombrie 2010 17:00 | SCM Craiova | 26 - 31 | HC Dunărea Brăila | Sala de sport a LPS, Caracal Arbitri: Blas, Ghioghișor |
| 20 octombrie 2010 17:00 | Crap 11     | (10-15) | Moldovan 11       | Sala de sport a LPS, Caracal Arbitri: Blas, Ghioghișor |
| 20 octombrie 2010 17:00 | Cronica     |         |                   | Sala de sport a LPS, Caracal Arbitri: Blas, Ghioghișor |

### Etapa a VII-a
| 23 octombrie 2010 11:00 | HCM Roman | 24 - 23 | HC Oțelul Galați | Sala Polivalentă, Roman Arbitri: Pop, Mokany |
| 23 octombrie 2010 11:00 | Marin 6   | (13-14) | Horjea 10        | Sala Polivalentă, Roman Arbitri: Pop, Mokany |
| 23 octombrie 2010 11:00 | Cronica   |         |                  | Sala Polivalentă, Roman Arbitri: Pop, Mokany |

| 23 octombrie 2010 18:00 | „U” Jolidon Cluj           | 34 - 24 | CSM Cetate Deva | Sala Sporturilor Horia Demian, Cluj Arbitri: Pavel, State |
| 23 octombrie 2010 18:00 | Brânzan, Dincă, Senocico 5 | (13-9)  | Tóth 7          | Sala Sporturilor Horia Demian, Cluj Arbitri: Pavel, State |
| 23 octombrie 2010 18:00 | Cronica                    |         |                 | Sala Sporturilor Horia Demian, Cluj Arbitri: Pavel, State |

| 24 octombrie 2010 11:00 | Universitatea Reșița | 23 - 25 | Tomis Constanța | Sala Polivalentă, Reșița Asistență: 200 Arbitri: Marta, Hendrea |
| 24 octombrie 2010 11:00 | Garipova 6           | (11-10) | Rusu, Zamfir 6  | Sala Polivalentă, Reșița Asistență: 200 Arbitri: Marta, Hendrea |
| 24 octombrie 2010 11:00 | 1× 3×                | Cronica | 4× 2×           | Sala Polivalentă, Reșița Asistență: 200 Arbitri: Marta, Hendrea |

| 24 octombrie 2010 11:00 | HC Dunărea Brăila | 25 - 23 | Rulmentul Brașov | Sala Polivalentă „Danubius”, Brăila Arbitri: Manea, Iliescu |
| 24 octombrie 2010 11:00 |                   | (12-10) | Toma 8           | Sala Polivalentă „Danubius”, Brăila Arbitri: Manea, Iliescu |
| 24 octombrie 2010 11:00 | Cronica           |         |                  | Sala Polivalentă „Danubius”, Brăila Arbitri: Manea, Iliescu |

| 24 octombrie 2010 11:00 | HC Zalău      | 33 - 24 | HCM Baia Mare | Sala Avram Iancu, Zalău Asistență: 400 Arbitri: Stark, Ștefan |
| 24 octombrie 2010 11:00 | Ciuciulete 10 | (16-10) | Rudics 10     | Sala Avram Iancu, Zalău Asistență: 400 Arbitri: Stark, Ștefan |
| 24 octombrie 2010 11:00 | 3×            | Cronica | 4× 3× 1×      | Sala Avram Iancu, Zalău Asistență: 400 Arbitri: Stark, Ștefan |

| 24 octombrie 2010 14:00 | CSM București | 37 - 31 | SCM Craiova | Sala Giulești, București Arbitri: Belean, Călina |
| 24 octombrie 2010 14:00 | (19-14)       |         |             | Sala Giulești, București Arbitri: Belean, Călina |
| 24 octombrie 2010 14:00 | Cronica       |         |             | Sala Giulești, București Arbitri: Belean, Călina |

| 25 octombrie 2010 14:00 | HCM Buzău             | 19 - 34 | Oltchim Râmnicu Vâlcea | Sala Romeo Iamandi, Buzău Arbitri: Doană, Tanislav |
| 25 octombrie 2010 14:00 | Geană, Lipan, Moise 4 | (8-14)  | Farcău 11              | Sala Romeo Iamandi, Buzău Arbitri: Doană, Tanislav |
| 25 octombrie 2010 14:00 | Cronica               |         |                        | Sala Romeo Iamandi, Buzău Arbitri: Doană, Tanislav |

### Etapa a VIII-a
| 2 noiembrie 2010 17:00 | Oltchim Râmnicu Vâlcea | 38 - 21 | HC Dunărea Brăila | Sala Sporturilor Traian, Râmnicu Vâlcea Arbitri: Gorina, Melencu |
| 2 noiembrie 2010 17:00 | Farcău 9               | (17-9)  | Moldovan 9        | Sala Sporturilor Traian, Râmnicu Vâlcea Arbitri: Gorina, Melencu |
| 2 noiembrie 2010 17:00 | Cronica                |         |                   | Sala Sporturilor Traian, Râmnicu Vâlcea Arbitri: Gorina, Melencu |

| 6 noiembrie 2010 11:00 | SCM Craiova | 24 - 22 | HC Zalău  | Sala Polivalentă, Turnu Severin Arbitri: Dordea, Zăuleț |
| 6 noiembrie 2010 11:00 |             | (11-13) | Czeczi 12 | Sala Polivalentă, Turnu Severin Arbitri: Dordea, Zăuleț |
| 6 noiembrie 2010 11:00 | Cronica     |         |           | Sala Polivalentă, Turnu Severin Arbitri: Dordea, Zăuleț |

| 6 noiembrie 2010 11:00 | HCM Baia Mare       | 27 - 24 | HCM Roman | Sala de sport a Școlii nr. 5, Baia Mare Asistență: 400 Arbitri: Harabagiu, Stănescu |
| 6 noiembrie 2010 11:00 | Buceschi, Rudics 11 | (13-12) | Marin 8   | Sala de sport a Școlii nr. 5, Baia Mare Asistență: 400 Arbitri: Harabagiu, Stănescu |
| 6 noiembrie 2010 11:00 | 7× 1×               | Cronica | 7× 1×     | Sala de sport a Școlii nr. 5, Baia Mare Asistență: 400 Arbitri: Harabagiu, Stănescu |

| 6 noiembrie 2010 11:00 | Universitatea Reșița | 25 - 34 | „U” Jolidon Cluj | Sala Polivalentă, Reșița Arbitri: Anton, Stancu |
| 6 noiembrie 2010 11:00 | Iancu 5              | (12-15) | Bârsan 7         | Sala Polivalentă, Reșița Arbitri: Anton, Stancu |
| 6 noiembrie 2010 11:00 | Cronica              |         |                  | Sala Polivalentă, Reșița Arbitri: Anton, Stancu |

| 6 noiembrie 2010 13:00 | Rulmentul Brașov       | 34 - 39 | CSM București | Sala Sporturilor Dumitru Popescu Colibași, Brașov Arbitri: Anton, Cristea |
| 6 noiembrie 2010 13:00 | Pricopi, Szabo, Toma 7 | (15-19) | Avădanii 12   | Sala Sporturilor Dumitru Popescu Colibași, Brașov Arbitri: Anton, Cristea |
| 6 noiembrie 2010 13:00 | Cronica                |         |               | Sala Sporturilor Dumitru Popescu Colibași, Brașov Arbitri: Anton, Cristea |

| 7 noiembrie 2010 11:00 | Tomis Constanța | 29 - 20 | HC Oțelul Galați | Sala Sporturilor, Constanța Asistență: 900 Arbitri: Barbu, Nica |
| 7 noiembrie 2010 11:00 | Tâlvâc 11       | (14-9)  | Horjea 5         | Sala Sporturilor, Constanța Asistență: 900 Arbitri: Barbu, Nica |
| 7 noiembrie 2010 11:00 | 4×              | Cronica | 3×               | Sala Sporturilor, Constanța Asistență: 900 Arbitri: Barbu, Nica |

| 7 noiembrie 2010 11:00 | CSM Cetate Deva | 34 - 31 | HCM Buzău | Sala Polivalentă, Deva Arbitri: Barcan, Ciurea |
| 7 noiembrie 2010 11:00 | Cronica         |         |           | Sala Polivalentă, Deva Arbitri: Barcan, Ciurea |
| 7 noiembrie 2010 11:00 |                 |         |           | Sala Polivalentă, Deva Arbitri: Barcan, Ciurea |

### Etapa a IX-a
| 9 noiembrie 2010 14:00 | CSM București | 26 - 39 | Oltchim Râmnicu Vâlcea  | Sala Rapid, București Arbitri: Teglas, Vasilescu |
| 9 noiembrie 2010 14:00 | Dinu 8        | (12-19) | Ardean-Elisei, Farcău 7 | Sala Rapid, București Arbitri: Teglas, Vasilescu |
| 9 noiembrie 2010 14:00 | 4×            | Cronica | 2× 1×                   | Sala Rapid, București Arbitri: Teglas, Vasilescu |

| 10 noiembrie 2010 17:00 | HC Zalău  | 33 - 24 | Rulmentul Brașov | Sala Avram Iancu, Zalău Arbitri: Pavel, State |
| 10 noiembrie 2010 17:00 | Czeczi 13 | (17-9)  | Cherăscu 9       | Sala Avram Iancu, Zalău Arbitri: Pavel, State |
| 10 noiembrie 2010 17:00 | Cronica   |         |                  | Sala Avram Iancu, Zalău Arbitri: Pavel, State |

| 10 noiembrie 2010 Digi Sport18:00 | „U” Jolidon Cluj | 33 - 30 | Tomis Constanța | Sala Sporturilor Horia Demian, Cluj Arbitri: Harabagiu, Stănescu |
| 10 noiembrie 2010 Digi Sport18:00 | Tivadar 13       | (17-9)  | Zamfir 10       | Sala Sporturilor Horia Demian, Cluj Arbitri: Harabagiu, Stănescu |
| 10 noiembrie 2010 Digi Sport18:00 | Cronica          |         |                 | Sala Sporturilor Horia Demian, Cluj Arbitri: Harabagiu, Stănescu |

| 10 noiembrie 2010 18:00 | HC Dunărea Brăila | 29 - 21 | CSM Cetate Deva | Sala Polivalentă „Danubius”, Brăila Arbitri: Moldoveanu, Georgescu |
| 10 noiembrie 2010 18:00 | (16-8)            |         |                 | Sala Polivalentă „Danubius”, Brăila Arbitri: Moldoveanu, Georgescu |
| 10 noiembrie 2010 18:00 | Cronica           |         |                 | Sala Polivalentă „Danubius”, Brăila Arbitri: Moldoveanu, Georgescu |

| 13 noiembrie 2010 12:00 | HC Oțelul Galați | 25 - 20 | HCM Baia Mare | Sala Siderurgistul, Galați Arbitri: Blas, Ghiorghișor |
| 13 noiembrie 2010 12:00 | Horjea 11        | (13-9)  | Buceschi 6    | Sala Siderurgistul, Galați Arbitri: Blas, Ghiorghișor |
| 13 noiembrie 2010 12:00 | Cronica          |         |               | Sala Siderurgistul, Galați Arbitri: Blas, Ghiorghișor |

| 13 noiembrie 2010 12:00 | HCM Roman | 29 - 24 | SCM Craiova | Sala Polivalentă, Roman Arbitri: Băducu, Voicu |
| 13 noiembrie 2010 12:00 | (19-12)   |         |             | Sala Polivalentă, Roman Arbitri: Băducu, Voicu |
| 13 noiembrie 2010 12:00 | Cronica   |         |             | Sala Polivalentă, Roman Arbitri: Băducu, Voicu |

| 14 noiembrie 2010 12:00 | HCM Buzău | 27 - 25 | Universitatea Reșița | Sala Romeo Iamandi, Buzău Arbitri: Bejenariu, Cârligeanu |
| 14 noiembrie 2010 12:00 | (13-13)   |         |                      | Sala Romeo Iamandi, Buzău Arbitri: Bejenariu, Cârligeanu |
| 14 noiembrie 2010 12:00 | Cronica   |         |                      | Sala Romeo Iamandi, Buzău Arbitri: Bejenariu, Cârligeanu |

### Etapa a X-a
| 8 ianuarie 2011 16:00 | Oltchim Râmnicu Vâlcea | 34 - 18 | HC Zalău | Sala Sporturilor Traian, Râmnicu Vâlcea Arbitri: Duță, Florescu |
| 8 ianuarie 2011 16:00 | Manea 7                | (19-12) | Molfea 7 | Sala Sporturilor Traian, Râmnicu Vâlcea Arbitri: Duță, Florescu |
| 8 ianuarie 2011 16:00 | 1×                     | Cronica |          | Sala Sporturilor Traian, Râmnicu Vâlcea Arbitri: Duță, Florescu |

| 9 ianuarie 2011 11:00 | „U” Jolidon Cluj | 41 - 34 | HCM Buzău | Sala Sporturilor Horia Demian, Cluj Asistență: 300 Arbitri: Stark, Ștefan |
| 9 ianuarie 2011 11:00 | Dincă 8          | (21-17) |           | Sala Sporturilor Horia Demian, Cluj Asistență: 300 Arbitri: Stark, Ștefan |
| 9 ianuarie 2011 11:00 |                  | Cronica | 1×        | Sala Sporturilor Horia Demian, Cluj Asistență: 300 Arbitri: Stark, Ștefan |

| 9 ianuarie 2011 11:00 | Universitatea Reșița | 25 - 28 | HC Dunărea Brăila | Sala Polivalentă, Reșița Arbitri: Harabagiu, Stănescu |
| 9 ianuarie 2011 11:00 | Ghionea 8            | (12-14) | Moldovan 13       | Sala Polivalentă, Reșița Arbitri: Harabagiu, Stănescu |
| 9 ianuarie 2011 11:00 | Cronica              |         |                   | Sala Polivalentă, Reșița Arbitri: Harabagiu, Stănescu |

| 9 ianuarie 2011 Digi Sport12:00 | Tomis Constanța | 25 - 28 | HCM Baia Mare | Sala Sporturilor, Constanța Asistență: 400 Arbitri: Pavel, State |
| 9 ianuarie 2011 Digi Sport12:00 | Tâlvâc 12       | (13-11) | Pîrvuț 7      | Sala Sporturilor, Constanța Asistență: 400 Arbitri: Pavel, State |
| 9 ianuarie 2011 Digi Sport12:00 | 1×              | Cronica | 5×            | Sala Sporturilor, Constanța Asistență: 400 Arbitri: Pavel, State |

| 9 ianuarie 2011 12:00 | SCM Craiova | 28 - 28 | HC Oțelul Galați | Sala Polivalentă, Turnu Severin Arbitri: Bejenariu, Cârligeanu |
| 9 ianuarie 2011 12:00 | Crap 8      | (12-11) | Horjea 14        | Sala Polivalentă, Turnu Severin Arbitri: Bejenariu, Cârligeanu |
| 9 ianuarie 2011 12:00 | Cronica     |         |                  | Sala Polivalentă, Turnu Severin Arbitri: Bejenariu, Cârligeanu |

| 9 ianuarie 2011 18:00 | CSM Cetate Deva | 28 - 31 | CSM București | Sala Polivalentă, Deva Arbitri: Barbu, Nica |
| 9 ianuarie 2011 18:00 | (14-16)         |         |               | Sala Polivalentă, Deva Arbitri: Barbu, Nica |
| 9 ianuarie 2011 18:00 | Cronica         |         |               | Sala Polivalentă, Deva Arbitri: Barbu, Nica |

| 9 ianuarie 2011 | Rulmentul Brașov | 20 - 22 | HCM Roman | Sala Sporturilor Dumitru Popescu Colibași, Brașov Arbitri: Din, Dinu |
| 9 ianuarie 2011 | Cherăscu 7       | (13-10) | Pop 9     | Sala Sporturilor Dumitru Popescu Colibași, Brașov Arbitri: Din, Dinu |
| 9 ianuarie 2011 | Cronica          |         |           | Sala Sporturilor Dumitru Popescu Colibași, Brașov Arbitri: Din, Dinu |

### Etapa a XI-a
| 14 ianuarie 2011 18:00 | HC Oțelul Galați | 20 - 20 | Rulmentul Brașov | Sala Siderurgistul, Galați Arbitri: Harabagiu, Stănescu |
| 14 ianuarie 2011 18:00 | Horjea 7         | (11-11) |                  | Sala Siderurgistul, Galați Arbitri: Harabagiu, Stănescu |
| 14 ianuarie 2011 18:00 | Cronica          |         |                  | Sala Siderurgistul, Galați Arbitri: Harabagiu, Stănescu |

| 14 ianuarie 2011 17:00 | HC Zalău   | 26 - 21 | CSM Cetate Deva | Sala Avram Iancu, Zalău Arbitri: Marta, Hendrea |
| 14 ianuarie 2011 17:00 | Băbeanu 10 | (12-11) | Cartaș 10       | Sala Avram Iancu, Zalău Arbitri: Marta, Hendrea |
| 14 ianuarie 2011 17:00 | Cronica    |         |                 | Sala Avram Iancu, Zalău Arbitri: Marta, Hendrea |

| 15 ianuarie 2011 Digi Sport13:00 | HCM Buzău | 37 - 37 | Tomis Constanța | Sala Romeo Iamandi, Buzău Arbitri: Duță, Florescu |
| 15 ianuarie 2011 Digi Sport13:00 | Gâscă 10  | (18-16) | Tâlvâc 11       | Sala Romeo Iamandi, Buzău Arbitri: Duță, Florescu |
| 15 ianuarie 2011 Digi Sport13:00 | Cronica   |         |                 | Sala Romeo Iamandi, Buzău Arbitri: Duță, Florescu |

| 16 ianuarie 2011 | HC Dunărea Brăila | 26 - 32 | „U” Jolidon Cluj | Sala Polivalentă „Danubius”, Brăila Asistență: 1.800 Arbitri: Belean, Călina |
| 16 ianuarie 2011 | Moldovan 8        | (12-19) | Vintilă 9        | Sala Polivalentă „Danubius”, Brăila Asistență: 1.800 Arbitri: Belean, Călina |
| 16 ianuarie 2011 | Cronica           |         |                  | Sala Polivalentă „Danubius”, Brăila Asistență: 1.800 Arbitri: Belean, Călina |

| 16 ianuarie 2011 | CSM București | 36 - 27 | Universitatea Reșița | Sala Giulești, București Arbitri: Băducu, Voicu |
| 16 ianuarie 2011 |               | (21-13) | Duță, Iancu 5        | Sala Giulești, București Arbitri: Băducu, Voicu |
| 16 ianuarie 2011 | Cronica       |         |                      | Sala Giulești, București Arbitri: Băducu, Voicu |

| 16 ianuarie 2011 11:00 | HCM Baia Mare | 33 - 26 | SCM Craiova    | Sala Sporturilor Lascăr Pană, Baia Mare Asistență: 1.200 Arbitri: Din, Dinu |
| 16 ianuarie 2011 11:00 | Balint 9      | (13-11) | Bădiță, Crap 5 | Sala Sporturilor Lascăr Pană, Baia Mare Asistență: 1.200 Arbitri: Din, Dinu |
| 16 ianuarie 2011 11:00 | 7×            | Cronica | 1×             | Sala Sporturilor Lascăr Pană, Baia Mare Asistență: 1.200 Arbitri: Din, Dinu |

| 16 ianuarie 2011 12:00 | HCM Roman | 19 - 28 | Oltchim Râmnicu Vâlcea | Sala Polivalentă, Roman Asistență: 800 Arbitri: Barbu, Manafu |
| 16 ianuarie 2011 12:00 | Marin 10  | (13-14) | Özel 9                 | Sala Polivalentă, Roman Asistență: 800 Arbitri: Barbu, Manafu |
| 16 ianuarie 2011 12:00 | Cronica   |         |                        | Sala Polivalentă, Roman Asistență: 800 Arbitri: Barbu, Manafu |

### Etapa a XII-a
| 19 ianuarie 2011 | Tomis Constanța | 32 - 22 | SCM Craiova | Sala Sporturilor, Constanța Arbitri: Blas, Ghiorghișor |
| 19 ianuarie 2011 | Zamfir 11       | (16-11) | Bora 6      | Sala Sporturilor, Constanța Arbitri: Blas, Ghiorghișor |
| 19 ianuarie 2011 | Cronica         |         |             | Sala Sporturilor, Constanța Arbitri: Blas, Ghiorghișor |

| 19 ianuarie 2011 17:00 | Rulmentul Brașov | 26 - 24 | HCM Baia Mare | Sala Sporturilor Dumitru Popescu Colibași, Brașov Asistență: 500 Arbitri: Belean, Călina |
| 19 ianuarie 2011 17:00 | Cherăscu 14      | (10-11) | Buceschi 9    | Sala Sporturilor Dumitru Popescu Colibași, Brașov Asistență: 500 Arbitri: Belean, Călina |
| 19 ianuarie 2011 17:00 | 1×               | Cronica | 3×            | Sala Sporturilor Dumitru Popescu Colibași, Brașov Asistență: 500 Arbitri: Belean, Călina |

| 19 ianuarie 2011 | CSM Cetate Deva | 26 - 31 | HCM Roman | Sala Polivalentă, Deva Arbitri: Barcan, Ciurea |
| 19 ianuarie 2011 | (11-16)         |         |           | Sala Polivalentă, Deva Arbitri: Barcan, Ciurea |
| 19 ianuarie 2011 | [ Cronica]      |         |           | Sala Polivalentă, Deva Arbitri: Barcan, Ciurea |

| 19 ianuarie 2011 | Universitatea Reșița | 27 - 31 | HC Zalău  | Sala Polivalentă, Reșița Arbitri: Barbu, Nica |
| 19 ianuarie 2011 | Garipova 9           | (13-15) | Băbeanu 8 | Sala Polivalentă, Reșița Arbitri: Barbu, Nica |
| 19 ianuarie 2011 | Cronica              |         |           | Sala Polivalentă, Reșița Arbitri: Barbu, Nica |

| 19 ianuarie 2011 | „U” Jolidon Cluj           | 36 - 26 | CSM București | Sala Sporturilor Horia Demian, Cluj Asistență: 500 Arbitri: Fânață, Moldoveanu |
| 19 ianuarie 2011 | Dincă, Senocico, Vintilă 7 | (18-12) | Dobrin 6      | Sala Sporturilor Horia Demian, Cluj Asistență: 500 Arbitri: Fânață, Moldoveanu |
| 19 ianuarie 2011 | Cronica                    |         |               | Sala Sporturilor Horia Demian, Cluj Asistență: 500 Arbitri: Fânață, Moldoveanu |

| 19 ianuarie 2011 | HCM Buzău | 21 - 21 | HC Dunărea Brăila | Sala Romeo Iamandi, Buzău Asistență: 1.600 Arbitri: Gheorghiu, Hagiu |
| 19 ianuarie 2011 | (10-10)   |         |                   | Sala Romeo Iamandi, Buzău Asistență: 1.600 Arbitri: Gheorghiu, Hagiu |
| 19 ianuarie 2011 | Cronica   |         |                   | Sala Romeo Iamandi, Buzău Asistență: 1.600 Arbitri: Gheorghiu, Hagiu |

| 20 ianuarie 2011 18:00 | Oltchim Râmnicu Vâlcea | 38 - 25 | HC Oțelul Galați | Sala Sporturilor Traian, Râmnicu Vâlcea Arbitri: Costin, Vicea |
| 20 ianuarie 2011 18:00 | Nechita 7              | (21-15) | Horjea 10        | Sala Sporturilor Traian, Râmnicu Vâlcea Arbitri: Costin, Vicea |
| 20 ianuarie 2011 18:00 |                        | Cronica | 1×               | Sala Sporturilor Traian, Râmnicu Vâlcea Arbitri: Costin, Vicea |

### Etapa a XIII-a
| 23 ianuarie 2011 11:00 | HC Dunărea Brăila | 27 - 25 | Tomis Constanța | Sala Polivalentă „Danubius”, Brăila Asistență: 1.500 Arbitri: Drăgănescu, Eremia |
| 23 ianuarie 2011 11:00 | Moldovan 9        | (14-12) | Zamfir 7        | Sala Polivalentă „Danubius”, Brăila Asistență: 1.500 Arbitri: Drăgănescu, Eremia |
| 23 ianuarie 2011 11:00 | Cronica           |         |                 | Sala Polivalentă „Danubius”, Brăila Asistență: 1.500 Arbitri: Drăgănescu, Eremia |

| 23 ianuarie 2011 11:00 | HC Zalău | 25 - 23 | „U” Jolidon Cluj | Sala Avram Iancu, Zalău Arbitri: Bejenariu, Cârligeanu |
| 23 ianuarie 2011 11:00 | Czeczi 8 | (11-11) | Tivadar 7        | Sala Avram Iancu, Zalău Arbitri: Bejenariu, Cârligeanu |
| 23 ianuarie 2011 11:00 | Cronica  |         |                  | Sala Avram Iancu, Zalău Arbitri: Bejenariu, Cârligeanu |

| 23 ianuarie 2011 11:00 | HCM Roman | 33 - 22 | Universitatea Reșița | Sala Polivalentă, Roman Arbitri: Pop, Mokany |
| 23 ianuarie 2011 11:00 |           | (15-10) | Garipova 7           | Sala Polivalentă, Roman Arbitri: Pop, Mokany |
| 23 ianuarie 2011 11:00 | Cronica   |         |                      | Sala Polivalentă, Roman Arbitri: Pop, Mokany |

| 23 ianuarie 2011 11:00 | HC Oțelul Galați | 33 - 30 | CSM Cetate Deva | Sala Siderurgistul, Galați Asistență: 300 Arbitri: Anton, Cristea |
| 23 ianuarie 2011 11:00 | Horjea 10        | (19-15) | Cartaș 14       | Sala Siderurgistul, Galați Asistență: 300 Arbitri: Anton, Cristea |
| 23 ianuarie 2011 11:00 | 5×               | Cronica | 2×              | Sala Siderurgistul, Galați Asistență: 300 Arbitri: Anton, Cristea |

| 23 ianuarie 2011 11:00 | SCM Craiova | 23 - 23 | Rulmentul Brașov | Sala Polivalentă, Turnu Severin Arbitri: Pavel, State |
| 23 ianuarie 2011 11:00 | (13-13)     |         |                  | Sala Polivalentă, Turnu Severin Arbitri: Pavel, State |
| 23 ianuarie 2011 11:00 | [ Cronica]  |         |                  | Sala Polivalentă, Turnu Severin Arbitri: Pavel, State |

| 23 ianuarie 2011 12:00 | HCM Baia Mare | 21 - 39 | Oltchim Râmnicu Vâlcea | Sala Sporturilor Lascăr Pană, Baia Mare Asistență: 3.000 Arbitri: Badiu, Barbu |
| 23 ianuarie 2011 12:00 | Hotea 8       | (8-21)  | Ardean-Elisei 7        | Sala Sporturilor Lascăr Pană, Baia Mare Asistență: 3.000 Arbitri: Badiu, Barbu |
| 23 ianuarie 2011 12:00 | 4×            | Cronica | 4×                     | Sala Sporturilor Lascăr Pană, Baia Mare Asistență: 3.000 Arbitri: Badiu, Barbu |

| 23 ianuarie 2011 12:30 | CSM București | 42 - 31 | HCM Buzău | Sala Giulești, București Arbitri: Moldoveanu, Georgescu |
| 23 ianuarie 2011 12:30 | (19-17)       |         |           | Sala Giulești, București Arbitri: Moldoveanu, Georgescu |
| 23 ianuarie 2011 12:30 | [ Cronica]    |         |           | Sala Giulești, București Arbitri: Moldoveanu, Georgescu |

## Rezultate în retur

### Etapa a XIV-a
| 29 ianuarie 2011 11:00 | HC Zalău  | 40 - 24 | HCM Buzău | Sala Avram Iancu, Zalău Arbitri: Mârza, Nedelea |
| 29 ianuarie 2011 11:00 | Ciobanu 7 | (21-13) | Gâscă 7   | Sala Avram Iancu, Zalău Arbitri: Mârza, Nedelea |
| 29 ianuarie 2011 11:00 | Cronica   |         |           | Sala Avram Iancu, Zalău Arbitri: Mârza, Nedelea |

| 29 ianuarie 2011 11:00 | HC Oțelul Galați | 34 - 23 | Universitatea Reșița | Sala Siderurgistul, Galați Arbitri: Hagiu, Gheorghiu |
| 29 ianuarie 2011 11:00 | Horjea 13        | (17-11) | Iancu 8              | Sala Siderurgistul, Galați Arbitri: Hagiu, Gheorghiu |
| 29 ianuarie 2011 11:00 | 3×               | Cronica | 5×                   | Sala Siderurgistul, Galați Arbitri: Hagiu, Gheorghiu |

| 30 ianuarie 2011 | Tomis Constanța | 23 - 26 | Rulmentul Brașov | Sala Sporturilor, Constanța Arbitri: Băducu, Voicu |
| 30 ianuarie 2011 | Tâlvâc 6        | (11-13) | Toma 7           | Sala Sporturilor, Constanța Arbitri: Băducu, Voicu |
| 30 ianuarie 2011 | 3×              | Cronica | 7× 2×            | Sala Sporturilor, Constanța Arbitri: Băducu, Voicu |

| 30 ianuarie 2011 | SCM Craiova | 25 - 40 | Oltchim Râmnicu Vâlcea | Sala Polivalentă, Turnu Severin Asistență: 1.000 Arbitri: Gurbina, Stanciu |
| 30 ianuarie 2011 | Gogoriță 10 | (13-16) | Stanca 7               | Sala Polivalentă, Turnu Severin Asistență: 1.000 Arbitri: Gurbina, Stanciu |
| 30 ianuarie 2011 | Cronica     |         |                        | Sala Polivalentă, Turnu Severin Asistență: 1.000 Arbitri: Gurbina, Stanciu |

| 30 ianuarie 2011 | HCM Baia Mare  | 25 - 21 | CSM Cetate Deva         | Sala Sporturilor Lascăr Pană, Baia Mare Asistență: 700 Arbitri: Manea, Iliescu |
| 30 ianuarie 2011 | Hotea, Mihai 5 | (10-8)  | Cartaș, Nikolić, Tóth 5 | Sala Sporturilor Lascăr Pană, Baia Mare Asistență: 700 Arbitri: Manea, Iliescu |
| 30 ianuarie 2011 | 3×             | Cronica | 1×                      | Sala Sporturilor Lascăr Pană, Baia Mare Asistență: 700 Arbitri: Manea, Iliescu |

| 30 ianuarie 2011 | HCM Roman | 26 - 27 | „U” Jolidon Cluj | Sala Polivalentă, Roman Arbitri: Barbu, Nica |
| 30 ianuarie 2011 |           | (13-16) | Senocico 9       | Sala Polivalentă, Roman Arbitri: Barbu, Nica |
| 30 ianuarie 2011 | Cronica   |         |                  | Sala Polivalentă, Roman Arbitri: Barbu, Nica |

| 30 ianuarie 2011 | CSM București | 33 - 26 | HC Dunărea Brăila | Sala Giulești, București Arbitri: Harabagiu, Stănescu |
| 30 ianuarie 2011 | (17-13)       |         |                   | Sala Giulești, București Arbitri: Harabagiu, Stănescu |
| 30 ianuarie 2011 | [ Cronica]    |         |                   | Sala Giulești, București Arbitri: Harabagiu, Stănescu |

### Etapa a XV-a
| 2 februarie 2011 | Oltchim Râmnicu Vâlcea | 31 - 18 | Rulmentul Brașov | Sala Sporturilor Traian, Râmnicu Vâlcea Asistență: 1.500 Arbitri: Candea, Lascu |
| 2 februarie 2011 | Curea 7                | (15-8)  | Cherăscu 7       | Sala Sporturilor Traian, Râmnicu Vâlcea Asistență: 1.500 Arbitri: Candea, Lascu |
| 2 februarie 2011 | Cronica                |         |                  | Sala Sporturilor Traian, Râmnicu Vâlcea Asistență: 1.500 Arbitri: Candea, Lascu |

| 6 februarie 2011 11:00 | Universitatea Reșița | 25 - 19 | HCM Baia Mare | Sala Sporturilor, Constanța Asistență: 300 Arbitri: Stark, Ștefan |
| 6 februarie 2011 11:00 | Iancu 9              | (15-9)  | Buceschi 6    | Sala Sporturilor, Constanța Asistență: 300 Arbitri: Stark, Ștefan |
| 6 februarie 2011 11:00 | 4× 2×                | Cronica | 5× 3×         | Sala Sporturilor, Constanța Asistență: 300 Arbitri: Stark, Ștefan |

| 9 februarie 2011 | CSM Cetate Deva | 21 - 22 | SCM Craiova | Sala Polivalentă, Deva Arbitri: Duță, Florescu |
| 9 februarie 2011 | Cartaș 10       | (9-14)  | Crap 5      | Sala Polivalentă, Deva Arbitri: Duță, Florescu |
| 9 februarie 2011 | Cronica         |         |             | Sala Polivalentă, Deva Arbitri: Duță, Florescu |

| 9 februarie 2011 18:00 | „U” Jolidon Cluj | 34 - 30 | HC Oțelul Galați | Sala Sporturilor Horia Demian, Cluj Arbitri: Barcan, Ciurea |
| 9 februarie 2011 18:00 | Tivadar 11       | (18-13) | Horjea 13        | Sala Sporturilor Horia Demian, Cluj Arbitri: Barcan, Ciurea |
| 9 februarie 2011 18:00 | Cronica          |         |                  | Sala Sporturilor Horia Demian, Cluj Arbitri: Barcan, Ciurea |

| 9 februarie 2011 18:00 | HCM Buzău | 29 - 33 | HCM Roman | Sala Romeo Iamandi, Buzău Asistență: 1.000 Arbitri: Blas, Ghiorghișor |
| 9 februarie 2011 18:00 | Lipan 14  | (15-15) | Pop 11    | Sala Romeo Iamandi, Buzău Asistență: 1.000 Arbitri: Blas, Ghiorghișor |
| 9 februarie 2011 18:00 | Cronica   |         |           | Sala Romeo Iamandi, Buzău Asistență: 1.000 Arbitri: Blas, Ghiorghișor |

| 9 februarie 2011 | HC Dunărea Brăila | 25 - 30 | HC Zalău | Sala Polivalentă „Danubius”, Brăila Arbitri: Fânață, Hendrea |
| 9 februarie 2011 | (13-13)           |         |          | Sala Polivalentă „Danubius”, Brăila Arbitri: Fânață, Hendrea |
| 9 februarie 2011 | Cronica           |         |          | Sala Polivalentă „Danubius”, Brăila Arbitri: Fânață, Hendrea |

| 9 februarie 2011 | CSM București | 37 - 30 | Tomis Constanța | Sala Giulești, București Arbitri: Belean, Călina |
| 9 februarie 2011 | Cronica       |         |                 | Sala Giulești, București Arbitri: Belean, Călina |
| 9 februarie 2011 |               |         |                 | Sala Giulești, București Arbitri: Belean, Călina |

### Etapa a XVI-a
| 13 februarie 2011 11:00 | Rulmentul Brașov | 31 - 22 | CSM Cetate Deva | Sala Sporturilor Dumitru Popescu Colibași, Brașov Arbitri: Din, Dinu |
| 13 februarie 2011 11:00 | Toma 11          | (14-13) |                 | Sala Sporturilor Dumitru Popescu Colibași, Brașov Arbitri: Din, Dinu |
| 13 februarie 2011 11:00 | Cronica          |         |                 | Sala Sporturilor Dumitru Popescu Colibași, Brașov Arbitri: Din, Dinu |

| 13 februarie 2011 11:00 | HCM Baia Mare | 26 - 24 | „U” Jolidon Cluj | Sala Sporturilor Lascăr Pană, Baia Mare Asistență: 1.400 Arbitri: Băducu, Voicu |
| 13 februarie 2011 11:00 | Hotea 9       | (14-16) | Senocico 7       | Sala Sporturilor Lascăr Pană, Baia Mare Asistență: 1.400 Arbitri: Băducu, Voicu |
| 13 februarie 2011 11:00 | 7×            | Cronica | 4×               | Sala Sporturilor Lascăr Pană, Baia Mare Asistență: 1.400 Arbitri: Băducu, Voicu |

| 13 februarie 2011 11:00 | HC Oțelul Galați | 34 - 22 | HCM Buzău        | Sala Siderurgistul, Galați Arbitri: Belean, Călina |
| 13 februarie 2011 11:00 | Horjea 12        | (15-13) | Constantinescu 6 | Sala Siderurgistul, Galați Arbitri: Belean, Călina |
| 13 februarie 2011 11:00 | Cronica          |         |                  | Sala Siderurgistul, Galați Arbitri: Belean, Călina |

| 13 februarie 2011 13:00 | SCM Craiova | 38 - 26 | Universitatea Reșița | Sala Polivalentă, Turnu Severin Arbitri: Fânață, Moldoveanu |
| 13 februarie 2011 13:00 | (18-12)     |         |                      | Sala Polivalentă, Turnu Severin Arbitri: Fânață, Moldoveanu |
| 13 februarie 2011 13:00 | [ Cronica]  |         |                      | Sala Polivalentă, Turnu Severin Arbitri: Fânață, Moldoveanu |

| 13 februarie 2011 12:00 | HC Zalău  | 30 - 25 | CSM București | Sala Avram Iancu, Zalău Arbitri: Barcan, Ciurea |
| 13 februarie 2011 12:00 | Czeczi 10 | (16-16) | Popa 6        | Sala Avram Iancu, Zalău Arbitri: Barcan, Ciurea |
| 13 februarie 2011 12:00 | Cronica   |         |               | Sala Avram Iancu, Zalău Arbitri: Barcan, Ciurea |

| 16 februarie 2011 17:00 | HCM Roman | 20 - 19 | HC Dunărea Brăila | Sala Polivalentă, Roman Arbitri: Marta, Hendrea |
| 16 februarie 2011 17:00 | Apetrei 6 | (9-13)  | Luca 5            | Sala Polivalentă, Roman Arbitri: Marta, Hendrea |
| 16 februarie 2011 17:00 | Cronica   |         |                   | Sala Polivalentă, Roman Arbitri: Marta, Hendrea |

| 23 februarie 2011 11:00 | Tomis Constanța    | 25 - 34 | Oltchim Râmnicu Vâlcea | Sala Sporturilor, Constanța Arbitri: Barbu, Manafu |
| 23 februarie 2011 11:00 | Cîrstea, Grigore 7 | (15-15) | Vizitiu 8              | Sala Sporturilor, Constanța Arbitri: Barbu, Manafu |
| 23 februarie 2011 11:00 | 4×                 | Cronica | 3×                     | Sala Sporturilor, Constanța Arbitri: Barbu, Manafu |

### Etapa a XVII-a
| 24 februarie 2011 16:00 | „U” Jolidon Cluj | 32 - 25 | SCM Craiova | Sala Sporturilor Horia Demian, Cluj Arbitri: Murariu, Tăbăcariu |
| 24 februarie 2011 16:00 | Tivadar 8        | (15-15) | Gogoriță 7  | Sala Sporturilor Horia Demian, Cluj Arbitri: Murariu, Tăbăcariu |
| 24 februarie 2011 16:00 | Cronica          |         |             | Sala Sporturilor Horia Demian, Cluj Arbitri: Murariu, Tăbăcariu |

| 26 februarie 2011 18:00 | CSM Cetate Deva | 20 - 33 | Oltchim Râmnicu Vâlcea   | Sala Polivalentă, Deva Arbitri: Muntean, Turdean |
| 26 februarie 2011 18:00 | Cartaș 8        | (8-14)  | Farcău, Geiger, Stanca 6 | Sala Polivalentă, Deva Arbitri: Muntean, Turdean |
| 26 februarie 2011 18:00 | Cronica         |         |                          | Sala Polivalentă, Deva Arbitri: Muntean, Turdean |

| 27 februarie 2011 11:00 | Universitatea Reșița | 13 - 25 | Rulmentul Brașov | Sala Polivalentă, Reșița Asistență: 300 Arbitri: Harabagiu, Stănescu |
| 27 februarie 2011 11:00 | Garipova 4           | (7-8)   | Simion 8         | Sala Polivalentă, Reșița Asistență: 300 Arbitri: Harabagiu, Stănescu |
| 27 februarie 2011 11:00 | 6× 1× 1×             | Cronica | 2× 2×            | Sala Polivalentă, Reșița Asistență: 300 Arbitri: Harabagiu, Stănescu |

| 27 februarie 2011 11:00 | HC Zalău   | 41 - 19 | Tomis Constanța | Sala Avram Iancu, Zalău Arbitri: Badiu, Barbu |
| 27 februarie 2011 11:00 | Băbeanu 10 | (22-7)  | Rusu 9          | Sala Avram Iancu, Zalău Arbitri: Badiu, Barbu |
| 27 februarie 2011 11:00 | 2×         | Cronica | 6× 2×           | Sala Avram Iancu, Zalău Arbitri: Badiu, Barbu |

| 27 februarie 2011 11:00 | HC Dunărea Brăila | 24 - 22 | HC Oțelul Galați | Sala Polivalentă „Danubius”, Brăila Arbitri: Duță, Florescu |
| 27 februarie 2011 11:00 | (12-11)           |         |                  | Sala Polivalentă „Danubius”, Brăila Arbitri: Duță, Florescu |
| 27 februarie 2011 11:00 | [ Cronica]        |         |                  | Sala Polivalentă „Danubius”, Brăila Arbitri: Duță, Florescu |

| 27 februarie 2011 12:00 | CSM București | 33 - 28 | HCM Roman | Sala Giulești, București Arbitri: Anton, Cristea |
| 27 februarie 2011 12:00 | (17-13)       |         |           | Sala Giulești, București Arbitri: Anton, Cristea |
| 27 februarie 2011 12:00 | [ Cronica]    |         |           | Sala Giulești, București Arbitri: Anton, Cristea |

| 27 februarie 2011 | HCM Buzău | 21 - 22 | HCM Baia Mare | Sala Romeo Iamandi, Buzău Asistență: 1.100 Arbitri: Gheorghiu, Hagiu |
| 27 februarie 2011 | Ionescu 9 | (9-12)  | Mihai 5       | Sala Romeo Iamandi, Buzău Asistență: 1.100 Arbitri: Gheorghiu, Hagiu |
| 27 februarie 2011 | 4×        | Cronica | 7× 1×         | Sala Romeo Iamandi, Buzău Asistență: 1.100 Arbitri: Gheorghiu, Hagiu |

### Etapa a XVIII-a
| 3 martie 2011 18:00 | Oltchim Râmnicu Vâlcea | 26 - 23 | Universitatea Reșița | Sala Sporturilor Traian, Râmnicu Vâlcea Arbitri: Tătaru, Văcariu |
| 3 martie 2011 18:00 | Meiroșu 6              | (13-10) | Garipova, Iancu 5    | Sala Sporturilor Traian, Râmnicu Vâlcea Arbitri: Tătaru, Văcariu |
| 3 martie 2011 18:00 | Cronica                |         |                      | Sala Sporturilor Traian, Râmnicu Vâlcea Arbitri: Tătaru, Văcariu |

| 4 martie 2011 18:00 | HC Oțelul Galați  | 30 - 30 | CSM București | Sala Siderurgistul, Galați Arbitri: Dordea, Zăuleț |
| 4 martie 2011 18:00 | Cioaric, Horjea 7 | (14-14) | Strat 6       | Sala Siderurgistul, Galați Arbitri: Dordea, Zăuleț |
| 4 martie 2011 18:00 | Cronica           |         |               | Sala Siderurgistul, Galați Arbitri: Dordea, Zăuleț |

| 5 martie 2011 12:30 | Rulmentul Brașov | 21 - 25 | „U” Jolidon Cluj | Sala Sporturilor Dumitru Popescu Colibași, Brașov Arbitri: Eremia, Drăgănescu |
| 5 martie 2011 12:30 | Marcu 4          | (12-13) | Tivadar 8        | Sala Sporturilor Dumitru Popescu Colibași, Brașov Arbitri: Eremia, Drăgănescu |
| 5 martie 2011 12:30 | Cronica          |         |                  | Sala Sporturilor Dumitru Popescu Colibași, Brașov Arbitri: Eremia, Drăgănescu |

| 5 martie 2011 12:30 | SCM Craiova | 30 - 23 | HCM Buzău | Sala Polivalentă, Turnu Severin Arbitri: Marta, Hendrea |
| 5 martie 2011 12:30 | (16-9)      |         |           | Sala Polivalentă, Turnu Severin Arbitri: Marta, Hendrea |
| 5 martie 2011 12:30 | [ Cronica]  |         |           | Sala Polivalentă, Turnu Severin Arbitri: Marta, Hendrea |

| 6 martie 2011 11:00 | Tomis Constanța | 26 - 30 | CSM Cetate Deva | Sala Sporturilor, Constanța Arbitri: Blas, Gheorghișor |
| 6 martie 2011 11:00 | Grigore 8       | (13-17) |                 | Sala Sporturilor, Constanța Arbitri: Blas, Gheorghișor |
| 6 martie 2011 11:00 | Cronica         |         |                 | Sala Sporturilor, Constanța Arbitri: Blas, Gheorghișor |

| 6 martie 2011 11:00 | HCM Roman  | 26 - 25 | HC Zalău | Sala Polivalentă, Roman Arbitri: Băducu, Voicu |
| 6 martie 2011 11:00 | (13-12)    |         |          | Sala Polivalentă, Roman Arbitri: Băducu, Voicu |
| 6 martie 2011 11:00 | [ Cronica] |         |          | Sala Polivalentă, Roman Arbitri: Băducu, Voicu |

| 6 martie 2011 13:30 | HCM Baia Mare | 25 - 25 | HC Dunărea Brăila | Sala Sporturilor Lascăr Pană, Baia Mare Asistență: 1.200 Arbitri: Din, Dinu |
| 6 martie 2011 13:30 | Pîrvuț 8      | (14-16) | Moldovan 10       | Sala Sporturilor Lascăr Pană, Baia Mare Asistență: 1.200 Arbitri: Din, Dinu |
| 6 martie 2011 13:30 | 5×            | Cronica | 4×                | Sala Sporturilor Lascăr Pană, Baia Mare Asistență: 1.200 Arbitri: Din, Dinu |

### Etapa a XIX-a
| 10 martie 2011 17:30 | „U” Jolidon Cluj | 31 - 31 | Oltchim Râmnicu Vâlcea | Sala Sporturilor Horia Demian, Cluj Asistență: 2.500 Arbitri: Stark, Ștefan |
| 10 martie 2011 17:30 | Senocico 10      | (19-18) | Pidpalova 7            | Sala Sporturilor Horia Demian, Cluj Asistență: 2.500 Arbitri: Stark, Ștefan |
| 10 martie 2011 17:30 | Cronica          |         |                        | Sala Sporturilor Horia Demian, Cluj Asistență: 2.500 Arbitri: Stark, Ștefan |

| 11 martie 2011 18:00 | CSM București | 34 - 29 | HCM Baia Mare | Sala Giulești, București Asistență: 200 Arbitri: Fînață, Moldoveanu |
| 11 martie 2011 18:00 | Dobrin 8      | (15-17) | Pîrvuț 12     | Sala Giulești, București Asistență: 200 Arbitri: Fînață, Moldoveanu |
| 11 martie 2011 18:00 | 4×            | Cronica | 10× 1×        | Sala Giulești, București Asistență: 200 Arbitri: Fînață, Moldoveanu |

| 12 martie 2011 11:00 | HCM Roman | 32 - 29 | Tomis Constanța | Sala Polivalentă, Roman Arbitri: Dănuleț, Iordache |
| 12 martie 2011 11:00 |           | (16-12) | Cîrstea 9       | Sala Polivalentă, Roman Arbitri: Dănuleț, Iordache |
| 12 martie 2011 11:00 | Cronica   |         |                 | Sala Polivalentă, Roman Arbitri: Dănuleț, Iordache |

| 12 martie 2011 12:00 | HC Zalău | 25 - 22 | HC Oțelul Galați | Sala Avram Iancu, Zalău Arbitri: Pavel, State |
| 12 martie 2011 12:00 | Czeczi 8 | (12-12) | Braniște 6       | Sala Avram Iancu, Zalău Arbitri: Pavel, State |
| 12 martie 2011 12:00 | Cronica  |         |                  | Sala Avram Iancu, Zalău Arbitri: Pavel, State |

| 13 martie 2011 11:00 | HC Dunărea Brăila | 27 - 22 | SCM Craiova | Sala Polivalentă „Danubius”, Brăila Arbitri: Costin, Vicea |
| 13 martie 2011 11:00 | (12-8)            |         |             | Sala Polivalentă „Danubius”, Brăila Arbitri: Costin, Vicea |
| 13 martie 2011 11:00 | [ Cronica]        |         |             | Sala Polivalentă „Danubius”, Brăila Arbitri: Costin, Vicea |

| 13 martie 2011 11:00 | Universitatea Reșița | 24 - 20 | CSM Cetate Deva | Sala Polivalentă, Reșița Arbitri: Belean, Călina |
| 13 martie 2011 11:00 | Duță 6               | (11-8)  |                 | Sala Polivalentă, Reșița Arbitri: Belean, Călina |
| 13 martie 2011 11:00 | Cronica              |         |                 | Sala Polivalentă, Reșița Arbitri: Belean, Călina |

| 13 martie 2011 12:00 | HCM Buzău | 17 - 27 | Rulmentul Brașov | Sala Romeo Iamandi, Buzău Arbitri: Manea, Iliescu |
| 13 martie 2011 12:00 |           | (9-12)  | Toma 11          | Sala Romeo Iamandi, Buzău Arbitri: Manea, Iliescu |
| 13 martie 2011 12:00 | Cronica   |         |                  | Sala Romeo Iamandi, Buzău Arbitri: Manea, Iliescu |

### Etapa a XX-a
| 17 martie 2011 Digi Plus17:00 | Rulmentul Brașov | 20 - 24 | HC Dunărea Brăila | Sala Sporturilor Dumitru Popescu Colibași, Brașov Arbitri: Pavel, State |
| 17 martie 2011 Digi Plus17:00 | Toma 6           | (8-9)   | Tomuleanu, Luca 7 | Sala Sporturilor Dumitru Popescu Colibași, Brașov Arbitri: Pavel, State |
| 17 martie 2011 Digi Plus17:00 | Cronica          |         |                   | Sala Sporturilor Dumitru Popescu Colibași, Brașov Arbitri: Pavel, State |

| 17 martie 2011 18:00 | CSM Cetate Deva | 26 - 27 | „U” Jolidon Cluj | Sala Sporturilor Florin Fleșeriu, Sebeș Arbitri: Moldoveanu, Georgescu |
| 17 martie 2011 18:00 | (13-17)         |         |                  | Sala Sporturilor Florin Fleșeriu, Sebeș Arbitri: Moldoveanu, Georgescu |
| 17 martie 2011 18:00 | Cronica         |         |                  | Sala Sporturilor Florin Fleșeriu, Sebeș Arbitri: Moldoveanu, Georgescu |

| 19 martie 2011 11:00 | HCM Baia Mare | 23 - 21 | HC Zalău  | Sala Sporturilor Lascăr Pană, Baia Mare Asistență: 1.400 Arbitri: Stark, Ștefan |
| 19 martie 2011 11:00 | Pîrvuț 7      | (15-13) | Băbeanu 8 | Sala Sporturilor Lascăr Pană, Baia Mare Asistență: 1.400 Arbitri: Stark, Ștefan |
| 19 martie 2011 11:00 | 6× 1×         | Cronica | 7× 2× 1×  | Sala Sporturilor Lascăr Pană, Baia Mare Asistență: 1.400 Arbitri: Stark, Ștefan |

| 19 martie 2011 11:00 | HC Oțelul Galați | 22 - 21 | HCM Roman | Sala Siderurgistul, Galați Arbitri: Barcan, Ciurea |
| 19 martie 2011 11:00 | Curtean, Tudor 5 | (10-9)  |           | Sala Siderurgistul, Galați Arbitri: Barcan, Ciurea |
| 19 martie 2011 11:00 | Cronica          |         |           | Sala Siderurgistul, Galați Arbitri: Barcan, Ciurea |

| 20 martie 2011 11:00 | Tomis Constanța | 28 - 40 | Universitatea Reșița | Sala Sporturilor, Constanța Arbitri: Anton, Cristea |
| 20 martie 2011 11:00 | Grigore 7       | (12-18) | Iancu 9              | Sala Sporturilor, Constanța Arbitri: Anton, Cristea |
| 20 martie 2011 11:00 | 4×              | Cronica | 3×                   | Sala Sporturilor, Constanța Arbitri: Anton, Cristea |

| 20 martie 2011 12:30 | SCM Craiova | 29 - 31 | CSM București | Sala Polivalentă, Turnu Severin Arbitri: Mârza, Nedelea |
| 20 martie 2011 12:30 | (15-14)     |         |               | Sala Polivalentă, Turnu Severin Arbitri: Mârza, Nedelea |
| 20 martie 2011 12:30 | [ Cronica]  |         |               | Sala Polivalentă, Turnu Severin Arbitri: Mârza, Nedelea |

| 23 martie 2011 17:00 | Oltchim Râmnicu Vâlcea  | 46 - 23 | HCM Buzău | Sala Sporturilor Traian, Râmnicu Vâlcea Asistență: 100 |
| 23 martie 2011 17:00 | Ardean-Elisei, Stanca 8 | (22-15) |           | Sala Sporturilor Traian, Râmnicu Vâlcea Asistență: 100 |
| 23 martie 2011 17:00 | Cronica                 |         |           | Sala Sporturilor Traian, Râmnicu Vâlcea Asistență: 100 |

### Etapa a XXI-a
| 24 martie 2011 17:00 | „U” Jolidon Cluj | 33 - 21 | Universitatea Reșița | Sala Sporturilor Horia Demian, Cluj |
| 24 martie 2011 17:00 | Paraschiv 7      | (15-7)  |                      | Sala Sporturilor Horia Demian, Cluj |
| 24 martie 2011 17:00 | Cronica          |         |                      | Sala Sporturilor Horia Demian, Cluj |

| 26 martie 2011 11:00 | HC Zalău | 26 - 20 | SCM Craiova | Sala Avram Iancu, Zalău |
| 26 martie 2011 11:00 | Molfea 7 | (14-8)  | Moise 6     | Sala Avram Iancu, Zalău |
| 26 martie 2011 11:00 | 3× 1×    | Cronica | 1× 2×       | Sala Avram Iancu, Zalău |

| 26 martie 2011 11:00 | HCM Roman | 26 - 18 | HCM Baia Mare  | Sala Polivalentă, Roman Arbitri: Bejinariu, Cîrligeanu |
| 26 martie 2011 11:00 | Marin 9   | (11-5)  | Puiu, Rudics 4 | Sala Polivalentă, Roman Arbitri: Bejinariu, Cîrligeanu |
| 26 martie 2011 11:00 | 5×        | Cronica | 2×             | Sala Polivalentă, Roman Arbitri: Bejinariu, Cîrligeanu |

| 27 martie 2011 11:00 | HC Oțelul Galați | 33 - 25 | Tomis Constanța | Sala Siderurgistul, Galați Arbitri: Anton, Năstase |
| 27 martie 2011 11:00 | Cioaric 9        | (19-12) | Cîrstea 6       | Sala Siderurgistul, Galați Arbitri: Anton, Năstase |
| 27 martie 2011 11:00 | Cronica          |         |                 | Sala Siderurgistul, Galați Arbitri: Anton, Năstase |

| 27 martie 2011 Digi Sport13:00 | HC Dunărea Brăila | 15 - 32 | Oltchim Râmnicu Vâlcea | Sala Polivalentă „Danubius”, Brăila Asistență: 2.000 |
| 27 martie 2011 Digi Sport13:00 | Moldovan 8        | (4-18)  | Ardean-Elisei 6        | Sala Polivalentă „Danubius”, Brăila Asistență: 2.000 |
| 27 martie 2011 Digi Sport13:00 | Cronica           |         |                        | Sala Polivalentă „Danubius”, Brăila Asistență: 2.000 |

| 30 martie 2011 17:00 | CSM București | 35 - 31 | Rulmentul Brașov | Sala Rapid, București Arbitri: Barbu, Nica |
| 30 martie 2011 17:00 | (19-12)       |         |                  | Sala Rapid, București Arbitri: Barbu, Nica |
| 30 martie 2011 17:00 | [ Cronica]    |         |                  | Sala Rapid, București Arbitri: Barbu, Nica |

| 30 martie 2011 18:00 | HCM Buzău | 20 - 25 | CSM Cetate Deva | Sala Romeo Iamandi, Buzău Asistență: 700 |
| 30 martie 2011 18:00 | Ionescu 7 | (7-12)  | Cartaș 8        | Sala Romeo Iamandi, Buzău Asistență: 700 |
| 30 martie 2011 18:00 | 2×        | Cronica |                 | Sala Romeo Iamandi, Buzău Asistență: 700 |

### Etapa a XXII-a
| 2 aprilie 2011 11:00 | Oltchim Râmnicu Vâlcea | 43 - 24 | CSM București | Sala Sporturilor Traian, Râmnicu Vâlcea |
| 2 aprilie 2011 11:00 | Stanca 8               | (21-13) | Dinu 5        | Sala Sporturilor Traian, Râmnicu Vâlcea |
| 2 aprilie 2011 11:00 | Cronica                |         |               | Sala Sporturilor Traian, Râmnicu Vâlcea |

| 2 aprilie 2011 11:00 | Tomis Constanța            | 34 - 41 | „U” Jolidon Cluj | Sala Sporturilor, Constanța Arbitri: Băducu, Voicu |
| 2 aprilie 2011 11:00 | Barcan, Cîrstea, Grigore 6 | (14-20) | Dincă 9          | Sala Sporturilor, Constanța Arbitri: Băducu, Voicu |
| 2 aprilie 2011 11:00 | 1×                         | Cronica | 4×               | Sala Sporturilor, Constanța Arbitri: Băducu, Voicu |

| 3 aprilie 2011 Digi Sport11:00 | Rulmentul Brașov | 22 - 22 | HC Zalău  | Sala Sporturilor Dumitru Popescu Colibași, Brașov Arbitri: Fînață, Moldoveanu |
| 3 aprilie 2011 Digi Sport11:00 | Toma 9           | (12-12) | Băbeanu 9 | Sala Sporturilor Dumitru Popescu Colibași, Brașov Arbitri: Fînață, Moldoveanu |
| 3 aprilie 2011 Digi Sport11:00 | 8× 1×            | Cronica | 6×        | Sala Sporturilor Dumitru Popescu Colibași, Brașov Arbitri: Fînață, Moldoveanu |

| 3 aprilie 2011 11:00 | Universitatea Reșița | 31 - 22 | HCM Buzău | Sala Polivalentă, Reșița Arbitri: Din, Dinu |
| 3 aprilie 2011 11:00 | Duță, Iancu 6        | (13-12) |           | Sala Polivalentă, Reșița Arbitri: Din, Dinu |
| 3 aprilie 2011 11:00 | Cronica              |         |           | Sala Polivalentă, Reșița Arbitri: Din, Dinu |

| 3 aprilie 2011 11:00 | SCM Craiova | 25 - 26 | HCM Roman | Sala Polivalentă, Turnu Severin |
| 3 aprilie 2011 11:00 | Moise 11    | (13-15) | Marin 9   | Sala Polivalentă, Turnu Severin |
| 3 aprilie 2011 11:00 | Cronica     |         |           | Sala Polivalentă, Turnu Severin |

| 3 aprilie 2011 11:00 | HCM Baia Mare | 25 - 21 | HC Oțelul Galați | Sala Sporturilor Lascăr Pană, Baia Mare Asistență: 1.000 Arbitri: Georgescu, Moldoveanu |
| 3 aprilie 2011 11:00 | Pîrvuț 11     | (15-15) | Cioaric 10       | Sala Sporturilor Lascăr Pană, Baia Mare Asistență: 1.000 Arbitri: Georgescu, Moldoveanu |
| 3 aprilie 2011 11:00 | 3×            | Cronica | 4×               | Sala Sporturilor Lascăr Pană, Baia Mare Asistență: 1.000 Arbitri: Georgescu, Moldoveanu |

| 3 aprilie 2011 18:00 | CSM Cetate Deva | 17 - 15 | HC Dunărea Brăila | Sala Polivalentă, Deva |
| 3 aprilie 2011 18:00 | Cartaș 6        | (7-6)   | Moldovan 5        | Sala Polivalentă, Deva |
| 3 aprilie 2011 18:00 | Cronica         |         |                   | Sala Polivalentă, Deva |

### Etapa a XXIII-a
| 9 aprilie 2011 11:00 | HC Oțelul Galați | 36 - 18 | SCM Craiova              | Sala Siderurgistul, Galați |
| 9 aprilie 2011 11:00 | Horjea 8         | (21-9)  | Gogoriță, Bădiță, Bora 3 | Sala Siderurgistul, Galați |
| 9 aprilie 2011 11:00 | Cronica          |         |                          | Sala Siderurgistul, Galați |

| 9 aprilie 2011 11:00 | HCM Roman | 30 - 24 | Rulmentul Brașov | Sala Polivalentă, Roman |
| 9 aprilie 2011 11:00 | Marin 8   | (15-11) | Cherăscu 6       | Sala Polivalentă, Roman |
| 9 aprilie 2011 11:00 | Cronica   |         |                  | Sala Polivalentă, Roman |

| 9 aprilie 2011 12:00 | HCM Buzău  | 29 - 39 | „U” Jolidon Cluj              | Sala Romeo Iamandi, Buzău |
| 9 aprilie 2011 12:00 | Ionescu 14 | (10-18) | Chintoan, Oltean, Tudorache 6 | Sala Romeo Iamandi, Buzău |
| 9 aprilie 2011 12:00 | Cronica    |         |                               | Sala Romeo Iamandi, Buzău |

| 10 aprilie 2011 11:00 | HCM Baia Mare | 32 - 28 | Tomis Constanța | Sala de sport a Școlii Generale nr.5, Baia Mare Asistență: 300 Arbitri: Duță, Florescu |
| 10 aprilie 2011 11:00 | Balint 7      | (15-15) | Grigore 6       | Sala de sport a Școlii Generale nr.5, Baia Mare Asistență: 300 Arbitri: Duță, Florescu |
| 10 aprilie 2011 11:00 | 5×            | Cronica | 3×              | Sala de sport a Școlii Generale nr.5, Baia Mare Asistență: 300 Arbitri: Duță, Florescu |

| 10 aprilie 2011 11:00 | HC Dunărea Brăila | 33 - 29 | Universitatea Reșița | Sala Polivalentă „Danubius”, Brăila |
| 10 aprilie 2011 11:00 | (14-15)           |         |                      | Sala Polivalentă „Danubius”, Brăila |
| 10 aprilie 2011 11:00 | [ Cronica]        |         |                      | Sala Polivalentă „Danubius”, Brăila |

| 10 aprilie 2011 12:30 | CSM București | 34 - 29 | CSM Cetate Deva | Sala Rapid, București |
| 10 aprilie 2011 12:30 | (23-13)       |         |                 | Sala Rapid, București |
| 10 aprilie 2011 12:30 | [ Cronica]    |         |                 | Sala Rapid, București |

| 10 aprilie 2011 Digi Sport13:15 | HC Zalău   | 21 - 32 | Oltchim Râmnicu Vâlcea | Sala Avram Iancu, Zalău Arbitri: Bejinariu, Cîrligeanu |
| 10 aprilie 2011 Digi Sport13:15 | Ailincăi 6 | (11-17) | Farcău 7               | Sala Avram Iancu, Zalău Arbitri: Bejinariu, Cîrligeanu |
| 10 aprilie 2011 Digi Sport13:15 | 4× 1×      | Cronica | 4×                     | Sala Avram Iancu, Zalău Arbitri: Bejinariu, Cîrligeanu |

### Etapa a XXIV-a
| 21 aprilie 2011 16:00 | Tomis Constanța | 38 - 27 | HCM Buzău | Sala Sporturilor, Constanța Arbitri: Costin, Vicea |
| 21 aprilie 2011 16:00 | Pătru 9         | (20-14) | Goran 8   | Sala Sporturilor, Constanța Arbitri: Costin, Vicea |
| 21 aprilie 2011 16:00 | 2×              | Cronica | 5×        | Sala Sporturilor, Constanța Arbitri: Costin, Vicea |

| 28 aprilie 2018 15:00 | SCM Craiova       | 29 - 29 | HCM Baia Mare | Sala Polivalentă, Turnu Severin Arbitri: Badiu, Barbu |
| 28 aprilie 2018 15:00 | Ivan, Mihalschi 5 | (16-13) | Hotea 8       | Sala Polivalentă, Turnu Severin Arbitri: Badiu, Barbu |
| 28 aprilie 2018 15:00 | 5× 1×             | Cronica | 2×            | Sala Polivalentă, Turnu Severin Arbitri: Badiu, Barbu |

| 28 aprilie 2011 17:30 | Oltchim Râmnicu Vâlcea | 34 - 20 | HCM Roman | Sala Sporturilor Traian, Râmnicu Vâlcea |
| 28 aprilie 2011 17:30 | Manea 7                | (18-11) |           | Sala Sporturilor Traian, Râmnicu Vâlcea |
| 28 aprilie 2011 17:30 | Cronica                |         |           | Sala Sporturilor Traian, Râmnicu Vâlcea |

| 28 aprilie 2011 18:00 | Universitatea Reșița | 24 - 24 | CSM București | Sala Polivalentă, Reșița Asistență: 300 |
| 28 aprilie 2011 18:00 | Iancu 8              | (10-12) | Avădanii 7    | Sala Polivalentă, Reșița Asistență: 300 |
| 28 aprilie 2011 18:00 | Cronica              |         |               | Sala Polivalentă, Reșița Asistență: 300 |

| 28 aprilie 2011 18:00 | CSM Cetate Deva | 22 - 25 | HC Zalău | Sala Sporturilor, Sebeș |
| 28 aprilie 2011 18:00 | (12-13)         |         |          | Sala Sporturilor, Sebeș |
| 28 aprilie 2011 18:00 | [ Cronica]      |         |          | Sala Sporturilor, Sebeș |

| 29 aprilie 2011 20:00 | „U” Jolidon Cluj | 27 - 26 | HC Dunărea Brăila | Sala Sporturilor Horia Demian, Cluj |
| 29 aprilie 2011 20:00 | Paraschiv 8      | (16-16) | Perianu 7         | Sala Sporturilor Horia Demian, Cluj |
| 29 aprilie 2011 20:00 | Cronica          |         |                   | Sala Sporturilor Horia Demian, Cluj |

| 3 mai 2011 17:00 | Rulmentul Brașov | 25 - 32 | HC Oțelul Galați | Sala Sporturilor Dumitru Popescu Colibași, Brașov Arbitri: Duță, Florescu |
| 3 mai 2011 17:00 | Cioaric 12       | (12-16) | Cherăscu 15      | Sala Sporturilor Dumitru Popescu Colibași, Brașov Arbitri: Duță, Florescu |
| 3 mai 2011 17:00 | Cronica          |         |                  | Sala Sporturilor Dumitru Popescu Colibași, Brașov Arbitri: Duță, Florescu |

### Etapa a XXV-a
| 7 mai 2011 11:00 | SCM Craiova | 33 - 35 | Tomis Constanța  | Sala Polivalentă, Turnu Severin Arbitri: Năstase, Stancu |
| 7 mai 2011 11:00 | Ivan 8      | (16-14) | Arfir, Barcan 10 | Sala Polivalentă, Turnu Severin Arbitri: Năstase, Stancu |
| 7 mai 2011 11:00 | Cronica     |         |                  | Sala Polivalentă, Turnu Severin Arbitri: Năstase, Stancu |

| 7 mai 2011 11:00 | HCM Baia Mare | 31 - 28 | Rulmentul Brașov | Sala Sporturilor Lascăr Pană, Baia Mare Asistență: 300 Arbitri: Doană, Tanislav |
| 7 mai 2011 11:00 | Pîrvuț 10     | (14-13) | Toma 12          | Sala Sporturilor Lascăr Pană, Baia Mare Asistență: 300 Arbitri: Doană, Tanislav |
| 7 mai 2011 11:00 | 2×            | Cronica | 5×               | Sala Sporturilor Lascăr Pană, Baia Mare Asistență: 300 Arbitri: Doană, Tanislav |

| 7 mai 2011 11:00 | HC Oțelul Galați | 26 - 32 | Oltchim Râmnicu Vâlcea | Sala Siderurgistul, Galați Asistență: 700 Arbitri: Pop, Mokany |
| 7 mai 2011 11:00 | Horjea 8         | (15-18) | Elisei 12              | Sala Siderurgistul, Galați Asistență: 700 Arbitri: Pop, Mokany |
| 7 mai 2011 11:00 | 2×               | Cronica |                        | Sala Siderurgistul, Galați Asistență: 700 Arbitri: Pop, Mokany |

| 7 mai 2011 12:00 | HC Zalău | 31 - 19 | Universitatea Reșița | Sala Avram Iancu, Zalău Arbitri: Nacu, Rucoi |
| 7 mai 2011 12:00 | Czeczi 9 | (13-7)  | Roiban 5             | Sala Avram Iancu, Zalău Arbitri: Nacu, Rucoi |
| 7 mai 2011 12:00 | Cronica  |         |                      | Sala Avram Iancu, Zalău Arbitri: Nacu, Rucoi |

| 8 mai 2011 11:00 | HCM Roman | 31 - 27 | CSM Cetate Deva | Sala Polivalentă, Roman |
| 8 mai 2011 11:00 | (17-13)   |         |                 | Sala Polivalentă, Roman |
| 8 mai 2011 11:00 | Cronica   |         |                 | Sala Polivalentă, Roman |

| 8 mai 2011 Digi Sport11:30 | CSM București | 33 - 25 | „U” Jolidon Cluj | Sala Rapid, București |
| 8 mai 2011 Digi Sport11:30 | (18-10)       |         |                  | Sala Rapid, București |
| 8 mai 2011 Digi Sport11:30 | [ Cronica]    |         |                  | Sala Rapid, București |

| 8 mai 2011 12:00 | HC Dunărea Brăila | 39 - 31 | HCM Buzău | Sala Polivalentă „Danubius”, Brăila Arbitri: Muntean, Turdean |
| 8 mai 2011 12:00 | Moldovan 11       | (22-17) |           | Sala Polivalentă „Danubius”, Brăila Arbitri: Muntean, Turdean |
| 8 mai 2011 12:00 | Cronica           |         |           | Sala Polivalentă „Danubius”, Brăila Arbitri: Muntean, Turdean |

### Etapa a XXVI-a
| 10 mai 2011 | HCM Buzău  | 34 - 34 | CSM București | Sala Romeo Iamandi, Buzău |
| 10 mai 2011 | (16-16)    |         |               | Sala Romeo Iamandi, Buzău |
| 10 mai 2011 | [ Cronica] |         |               | Sala Romeo Iamandi, Buzău |

| 12 mai 2011 11:00 | Rulmentul Brașov | 26 - 21 | SCM Craiova | Sala Sporturilor Dumitru Popescu Colibași, Brașov Asistență: 350 Arbitri: Muntean, Turdean |
| 12 mai 2011 11:00 | Toma 11          | (14-13) | Ivan 7      | Sala Sporturilor Dumitru Popescu Colibași, Brașov Asistență: 350 Arbitri: Muntean, Turdean |
| 12 mai 2011 11:00 | Cronica          |         |             | Sala Sporturilor Dumitru Popescu Colibași, Brașov Asistență: 350 Arbitri: Muntean, Turdean |

| 13 mai 2011 17:00 | „U” Jolidon Cluj | 22 - 17 | HC Zalău | Sala Sporturilor Horia Demian, Cluj |
| 13 mai 2011 17:00 | Tivadar 8        | (11-8)  |          | Sala Sporturilor Horia Demian, Cluj |
| 13 mai 2011 17:00 | Cronica          |         |          | Sala Sporturilor Horia Demian, Cluj |

| 13 mai 2011 17:00 | Universitatea Reșița | 23 - 33 | HCM Roman | Sala Polivalentă, Reșița |
| 13 mai 2011 17:00 |                      | (10-15) | Marin 9   | Sala Polivalentă, Reșița |
| 13 mai 2011 17:00 | Cronica              |         |           | Sala Polivalentă, Reșița |

| 15 mai 2011 11:00 | Tomis Constanța | 29 - 30 | HC Dunărea Brăila | Sala Sporturilor, Constanța Arbitri: Gurbina, Stanciu |
| 15 mai 2011 11:00 | Cîrstea 13      | (14-16) | Moldovan 10       | Sala Sporturilor, Constanța Arbitri: Gurbina, Stanciu |
| 15 mai 2011 11:00 | Cronica         |         |                   | Sala Sporturilor, Constanța Arbitri: Gurbina, Stanciu |

| 15 mai 2011 11:00 | CSM Cetate Deva | 26 - 34 | HC Oțelul Galați | Sala Polivalentă, Deva |
| 15 mai 2011 11:00 | (9-18)          |         |                  | Sala Polivalentă, Deva |
| 15 mai 2011 11:00 | [ Cronica]      |         |                  | Sala Polivalentă, Deva |

| 15 mai 2011 Digi Sport11:00 | Oltchim Râmnicu Vâlcea  | 45 - 26 | HCM Baia Mare | Sala Sporturilor Traian, Râmnicu Vâlcea Arbitri: Năstase, Stancu |
| 15 mai 2011 Digi Sport11:00 | Curea, Farcău, Stanca 6 | (21-10) | Pîrvuț 8      | Sala Sporturilor Traian, Râmnicu Vâlcea Arbitri: Năstase, Stancu |
| 15 mai 2011 Digi Sport11:00 | 3×                      | Cronica | 5× 1×         | Sala Sporturilor Traian, Râmnicu Vâlcea Arbitri: Năstase, Stancu |

## Clasamentul marcatoarelor
Actualizat pe 30 septembrie 2013
| Poz. | Nume                  | Echipă            | Goluri |
| ---- | --------------------- | ----------------- | ------ |
| 1    | Carmen Cartaș (ROU)   | Cetate Deva       | 230    |
| 2    | Alina Horjea (ROU)    | HC Oțelul Galați  | 221    |
| 3    | Ada Moldovan (ROU)    | HC Dunărea Brăila | 217    |
| 4    | Roxana Cherăscu (ROU) | Rulmentul Brașov  | 167    |
| 5    | Luciana Marin (ROU)   | HCM Roman         | 161    |
| 6    | Anca Lipan (ROU)      | HCM Buzău         | 145    |
| 6    | Mirela Toma (ROU)     | Rulmentul Brașov  | 145    |
| 8    | Alina Czeczi (ROU)    | HC Zalău          | 143    |
| 9    | Daniela Băbeanu (ROU) | HC Zalău          | 141    |
| 9    | Mihaela Tivadar (ROU) | „U” Jolidon Cluj  | 141    |